# Glan
För andra betydelser, se Glan (olika betydelser).
Glan är en sjö i Finspångs kommun och Norrköpings kommun i Östergötland och ingår i Motala ströms huvudavrinningsområde. Sjön är 22,8 meter djup, har en yta på 73,2 kvadratkilometer och befinner sig 21 meter över havet. Sjön avvattnas av vattendraget Motala Ström. Vid provfiske har en stor mängd fiskarter fångats, bland annat abborre, asp, björkna och braxen.
Sjön ligger nordost om Roxen och väster om Norrköping. Motala ström är det största tillflödet, näst störst är Finspångsån.  Speciellt för Glan är att bottentemperaturen under sommaren förblir relativt hög, ca 14 °C. Den är dessutom känd för att blåsa upp väldigt fort. Sjön är huvudvattentäkt för Norrköping.
Man kan fiska gös och gädda i sjön. Den rödlistade fiskarten asp finns i sjösystemet.
Glan skiljs från Bråviken av näset Bråvalla. Sjön har formats av det stora förkastningssystemet från Bråviken västerut.

## Delavrinningsområde
Glan ingår i delavrinningsområde (650048-150956) som SMHI kallar för Utloppet av Glan. Medelhöjden är 38 meter över havet och ytan är 178,28 kvadratkilometer. Räknas de 849 avrinningsområdena uppströms in blir den ackumulerade arean 15 346,26 kvadratkilometer. Avrinningsområdets utflöde Motala Ström mynnar i havet. Avrinningsområdet består mestadels av skog (27 procent) och jordbruk (19 procent). Avrinningsområdet har 73,59 kvadratkilometer vattenytor vilket ger det en sjöprocent på 41,2 procent. Bebyggelsen i området täcker en yta av 6,37 kvadratkilometer eller 4 procent av avrinningsområdet.

## Fisk
Vid provfiske har följande fisk fångats i sjön:
| - Abborre - Asp - Björkna - Braxen - Gärs - Gädda - Gös - Karpfisk obestämd - Lake - Löja - Mört | - Nors - Sarv - Siklöja - Sutare |

## Galleri

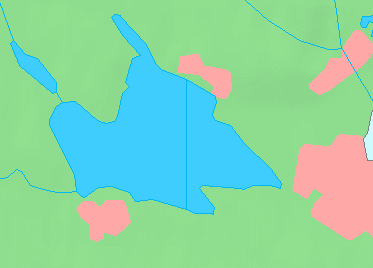
Karta över Glan. Den stora staden i öster är Norrköping. Mellan Glan och Norrköping ligger Norrköping - Bråvalla flygplats. Den mindre orten söder om sjön är Skärblacka.
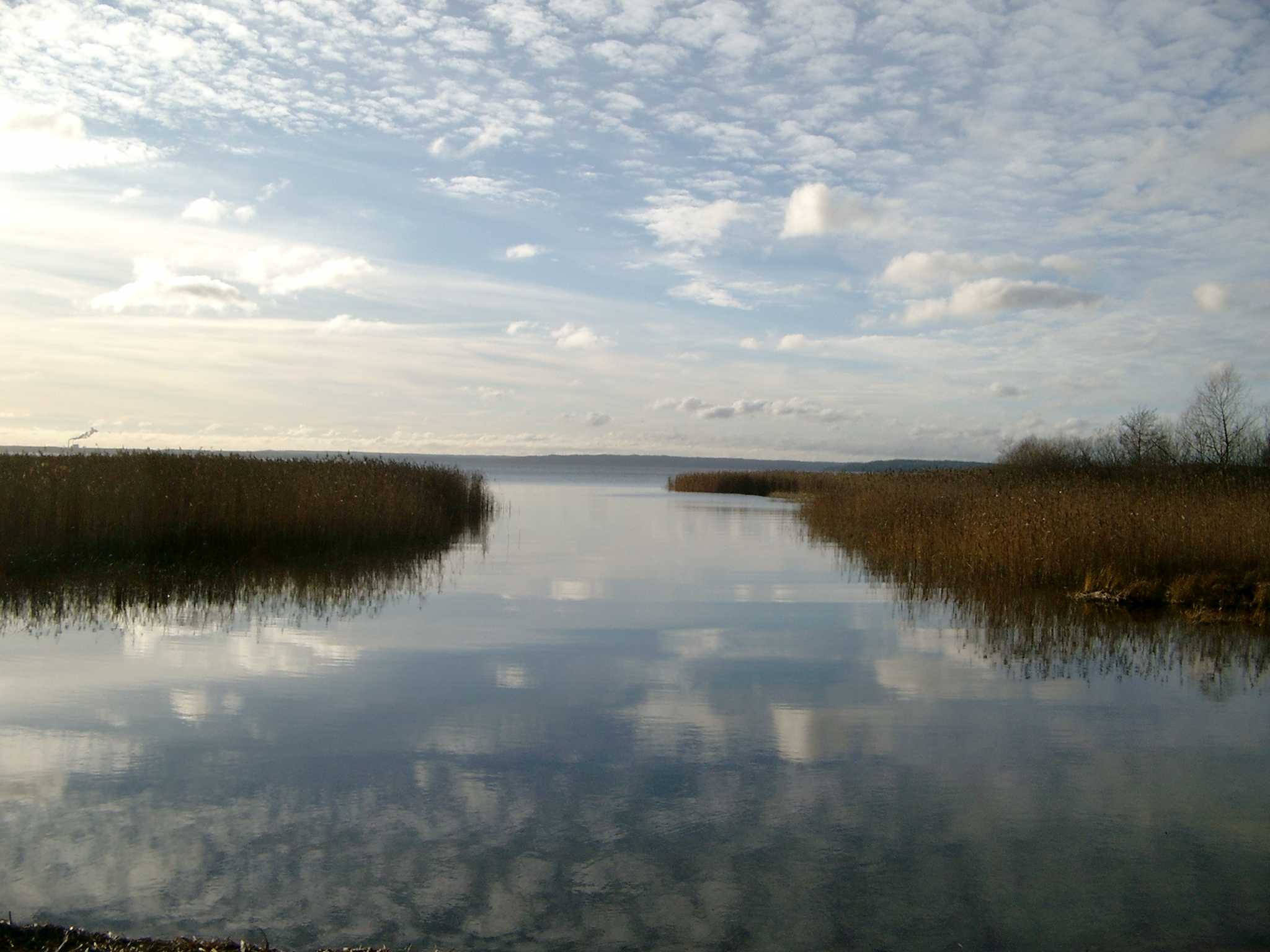